# Crown (condado de Monongalia)
Crown (condado de Monongalia) es un área no incorporada ubicada dentro del Distrito Oeste, una división civil menor del condado de Monongalia (Virginia Occidental), Estados Unidos. Está catalogada como un asentamiento humano por la Junta de Nombres Geográficos de los Estados Unidos.

## Identificador
El número de identificación asignado por el Sistema de Información de Nombres Geográficos es 1554231.

## Geografía
Se encuentra a una altitud de 299 metros sobre el nivel del mar (981 pies) según el conjunto de datos de elevación nacional.